# Flaga Elbląga
Flaga Elbląga – jeden z symboli miejskich Elbląga.

## Opis
Składa się z dwóch równej długości pasów. Górny jest koloru białego, a dolny koloru czerwonego. Na górnym, w pobliżu lewej krawędzi znajduje się krzyż maltański (joannicki) koloru czerwonego, natomiast na dolnym, szerszym, poniżej górnego krzyża znajduje się drugi, tej samej wielkości lecz koloru białego.

## Historia

Hanzeatycki banner Elbląga

Dzisiejsza flaga Elbląga nawiązuje do kolorystyki i symboliki bannera używanego od XIV wieku przez Elbląg jako miasta hanzeatyckiego.
Obecną flage miasto ustanowiło w 1993 roku.